# Epanusia bifasciata
Epanusia bifasciata är en stekelart som beskrevs av Girault 1913. Epanusia bifasciata ingår i släktet Epanusia och familjen sköldlussteklar. Inga underarter finns listade i Catalogue of Life.